# The Brass Teapot
The Brass Teapot (bra Loucos por Dinheiro) é um filme de comédia de 2012 dirigido por Ramma Mosley. É baseado na história em quadrinhos de mesmo nome. Foi exibido pela primeira vez em 8 de Setembro de 2012 no Toronto International Film Festival. Nos Estados Unidos, foi lançado em 5 de Abril de 2013. No Brasil, foi lançado em Blu-Ray e DVD em 21 de novembro de 2013.

## Sinopse
Um casal falido encontra uma antiguidade mágica que os concede dinheiro a cada vez que eles sentem dor.

## Elenco
- Juno Temple como Alice
- Michael Angarano como John
- Alexis Bledel como Payton
- Alia Shawkat como Louise
- Bobby Moynihan como Chuck
- Ben Rappaport como Ricky
- Billy Magnussen como Arnie
- Steve Park como Dr. Li Ling
- Lucy Walters como Mary
- Claudia Mason como Donna
- Debra Monk como Trudy

## Crítica
No Rotten Tomatoes, o filme tem uma aprovação de 33%, com base em 30 avaliações, com uma classificação média de 4.9/10. No Metacritic, tem uma nota de 43 em 100, com base em 16 críticos indicando "críticas médias ou mistas".